# بلوچ‌های ایران
بلوچ‌های ایران بیشتر در منطقه بلوچستان ایران زندگی می‌کنند  همچنین در هرمزگان
، کرمان، خراسان (خراسان رضوی و خراسان جنوبی) و سایر استان‌های ایران به سر می‌برند. و به گویش‌های رخشانی و سراوانی و براهویی هوتی که دارای دسته بندیهای قومیتی و منطقه ای است سخن گفته و به زبان بلوچی، که خود یک زبان ایرانی است، سخن می‌گویند. بلوچستان یک منطقه کوهستانی است و به همین دلیل، بلوچ‌ها موفق به حفظ فرهنگ خود شده‌اند. دین اکثر آن‌ها اسلام است؛ اکثریت بلوچ‌ها در ایران پیرو اهل سنت حنفی هستند، با این حال اقلیتی نیز دارای مذهب تشیع هستند نیز وجود دارد.

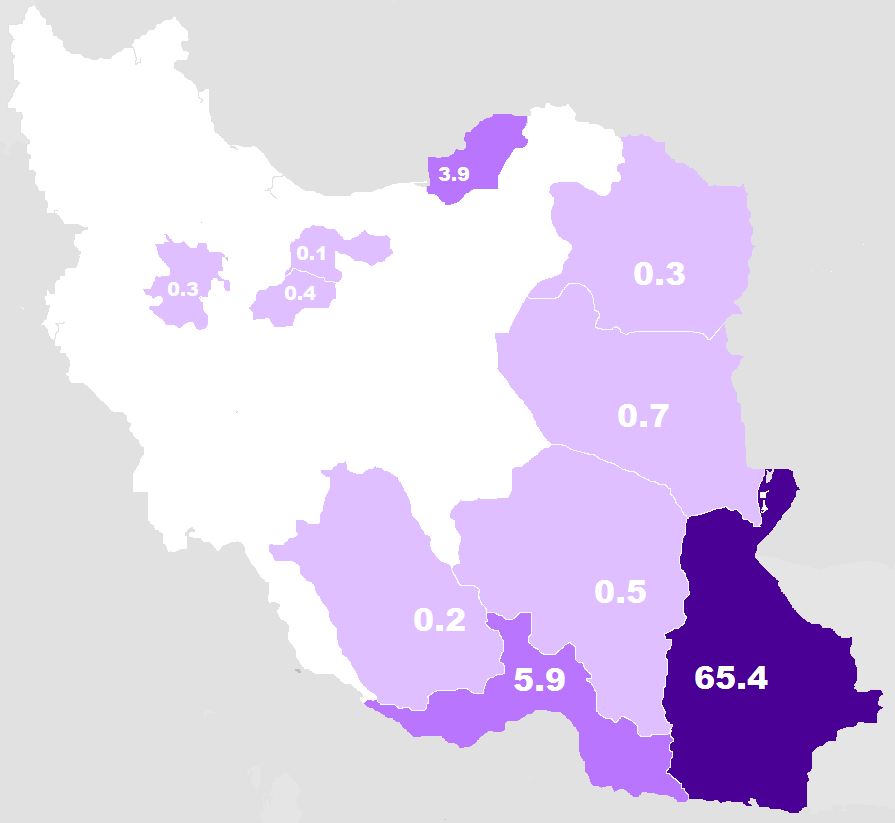
پراکنش مردم بلوچ‌زبان بر اساس زبان مادری در استان‌های ایران، آمار رسمی سال 2025 میلادی یا سال ۱۴۰۳ شمسی برابر با ۶٫۶۸۹٫۰۰۰(بلوچ های جنوب کرمان و شرق هرمزگان به گویش رودباری و بشاگردی تکلم می کنند که در این آمار لحاظ نشده)

براساس آمارهای نظرسنجی سراسری وزارت فرهنگ ایران در سال ۲۰۱۰ میلادی و ۱۳۸۹ شمسی  بر اساس زبان مادری گویشوران بیش از (۲٫۵۷۶٫۰۰۰)دو میلیون و پانصد و هفتاد و شش هزار نفر از مجموع اقوام بلوچ در جغرافیای فعلی ایران زندگی می‌کنند. البته در این آمار گیری بلوچ های کرمان که به گویش رودباری و بشاگردی تکلم می کنند لحاظ نشدند. 

با وجود اینکه بلوچ یک قوم ایرانی‌تبار است، اکثریت آن‌ها در پاکستان زندگی می‌کنند. بلوچ‌های ایران دارای دو شاخه مکرانی و سرحدی هستند. بلوچستان سرزمین وسیعی است که فرهنگ‌های متفاوت دارد این تفاوت را می‌توان در مثلاً پخت و پز و نوع عروسی‌ها دید ولی در واقع همه از یک فرهنگ کلی و بزرگ سرچشمه می‌گیرند و تبعیت می‌کنند و تفاوت‌های بین جاهای مختلف به صورت کم مشاهده می‌شود.
عدهٔ اندکی از ساکنان چابهار و کنارک و زرآباد و جاسک دارای پیشینهٔ مهاجرین کوچ یافته توسط نیروهای نظامی انگلیسی و پرتقالی و اصالت آفریقایی وزنگباری هستند، همچنین نوعی از اقوام شبهه قارهٔ هند مانند بنگالی، کشمیری و هندی و عرب نیز در اقوام بلوچ ساکن در استان سیستان و بلوچستان وجود دارد.